# Shanda
A Shanda Group é uma empresa multinacional de investimento de capital fechado.Com escritórios em Xangai, Cingapura, Hong Kong, Nova Iorque e Menlo Park, a empresa investe em mercados públicos, imóveis e capital de risco, com foco em empresas nas áreas de saúde, serviços financeiros, mídia e tecnologia. A empresa foi criada em dezembro de 1999 como Shanda Interactive Entertainment Limited, uma empresa de jogos on-line conhecida por publicar e operar jogos como The World of Legend e Magical Land. Em 2004, a Shanda era a maior empresa de jogos online na China, e sua listagem na NASDAQ naquele ano foi o maior IPO para uma empresa de internet chinesa nos Estados Unidos. Shanda Interactive depois diversificou e sua unidade de jogos desmembrada em 2009, levantando 1,04 bilhões de dólares em um IPO. O Shanda Group foi privado em 2012 pelos seus fundadores, e até 2017 tinha oito bilhões de dólares em ativos líquidos sob gestão.

## História

### 1999-2003: Comece no jogo online
A Shanda Interactive Entertainment Limited foi fundada em dezembro de 1999 por Chen Tianqiao, Chrissy Luo e Chen Danian. Com sede em Xangai, e US$ 60.000 em capital inicial, a empresa também levantou três milhões de dólares para se concentrar em desenhos animados online, jogos e comunidades virtuais. Resolvendo os jogos online, em 2001 a empresa usou os trezentos mil de dólares finais de seus fundos de startups para comprar os direitos chineses de Legend of Mir II, licenciando o jogo da empresa sul-coreana WeMade Soft. Publicado na China em setembro, o jogo começou a gerar lucro depois de dois meses.
Expandindo a cidade de Xangai por cidade, a Shanda Interactive dividiu sua receita com empresas de telecomunicações regionais. Como o acesso à internet em casa na China era limitado na época, a Shanda Interactive começou a construir uma rede de cerca de duzentos mil cibercafés. A empresa também começou a vender cartões pré-pagos para comprar tempo de jogo, estabelecendo cerca de quatrocentos mil pontos de venda. Shanda continuou a licenciar jogos online internacionais depois do Mir II, e no final de 2002 a empresa tinha 42 milhões de dólares em receita e dezessete milhões de dólares em lucro líquido, com uma média de 280 mil pessoas jogando seus jogos simultaneamente. A Shanda deixou de fazer parceria com a WeMade em 2003 após uma disputa sobre o compartilhamento de lucros na Legend of Mir 2, desenvolvendo seu próprio jogo The World of Legend in-house. WeMade considerou o jogo como uma cópia da Mir 2 e processou, chegando a um acordo em 2009.

### 2004-2005: IPO e aquisições
Legend of Mir 2 e World of Legend representaram 87,5 por cento da receita da Shanda Interactive no primeiro trimestre de 2004. Para reduzir a dependência desses dois jogos, Shanda lançou o jogo auto-desenvolvido The Sign, em fevereiro de 2004, e em abril também estava trabalhando nos títulos internos Age and Magical Land. A Shanda Interactive listou na NASDAQ em maio de 2004, arrecadando 152 milhões de dólares com a oferta pública inicial (IPO)  e tornando-se a primeira empresa chinesa de jogos online listada nos Estados Unidos. Na época, era o maior IPO de uma empresa de internet chinesa nos Estados Unidos e, pouco tempo depois, a Shanda tornou-se a maior empresa de internet em capitalização de mercado na China. Em outubro de 2004, a Shanda emitiu 275 milhões de dólares em notas conversíveis para serem resgatáveis em outubro de 2007. Naquele mês, Shanda estava operando oito jogos e hospedando 1,2 milhões de jogadores simultâneos. Em maio de 2005, trezentos mil locais, entre os quais 130 mil cybercafés, vendiam cartões pré-pagos para os jogos de Shanda e o uso de jogos "aumentava em 70% em relação ao ano anterior".
A Shanda comprou cerca de 20% do Sina.com por 230 milhões de dólares em 2005, tornando-se o maior acionista da Sina. Operando como uma empresa de publicidade on-line, o Sina.com era o portal de internet mais popular na China na época. Também naquele ano Shanda comprou o provedor de jogos para celulares Digital-Red e o site de literatura Qidian. Em 2005, Shanda também começou a trabalhar com o mecanismo de busca Baidu e se associou ao Universal Music Group para suportar streaming de música em PCs na China. Shanda revelou dois produtos de hardware em outubro de 2005. O EZ mini era um dispositivo portátil de jogos sem fio, enquanto o software EZ Center / EZ Pod era para controle remoto de PC. Shanda empregou dois mil desenvolvedores de jogos em sua sede no final de 2005 e recentemente adquiriu equipamentos de captura de movimento para acelerar o processo de animação. Com seis títulos de jogos na época, quatro deles foram desenvolvidos internamente. Em média, as receitas da Shanda dobraram a cada ano entre 2001 e 2005, e no final de 2005 ela tinha uma capitalização de mercado de 1,8 bilhões de dólares e era a maior empresa de jogos da China. O fundador Chen Tianqiao foi estimado em 1,45 bilhões de dólares, com a imprensa apelidando-o de "Bill Gates chinês".

### 2005-2007: Modelo free-to-play
No verão de 2005, o faturamento da Shanda Interactive caiu significativamente com o seu antigo sucesso, o Legend of Mir II, que começou a perder assinantes. Com o intuito de estender a vida de seus MMORPGs mais antigos, em dezembro de 2005, Shanda anunciou que seus três grandes jogos Magical Land, Woool, e Legend of Mir II seriam para sempre gratuitos. Permitindo que os jogadores paguem por itens no jogo em vez de assinaturas, o modelo "freemium" era incomum na China. A mudança se mostrou controversa em Wall Street e o preço das ações da Shanda inicialmente caiu 70%. Shanda defendeu a mudança, argumentando que os jogos gratuitos são responsáveis pela maioria dos títulos da Coréia do Sul, uma tendência que pode ser replicada na China. Mais tarde foi revelado que uma vez que os jogos de Shanda adotaram este modelo, o gasto médio dos clientes aumentou de 30 yuan chinês para 55 yuan chinês por trimestre. A receita se recuperou após cerca de nove meses, e em 2006, as vendas de jogos pela internet da Shanda Interactive aumentaram 44% em relação ao ano anterior. A Shanda Interactive anunciou em fevereiro de 2007 que o modelo free-to-play estava se mostrando lucrativo, e as ações aumentaram 10% em valor naquele dia. Seguindo o exemplo de Shanda, outros operadores chineses de jogos online começaram a declarar muitos de seus títulos livres para jogar. Em 2007, a maioria dos novos jogos na China estava usando o modelo freemium.
Em julho de 2006, a Motorola anunciou que lançaria versões sem fio dos jogos de Shanda na China, com World of Legend e Magical Land para serem jogados em certos aparelhos Motorola E680g. Em novembro de 2006, Shanda estava se expandindo dos jogos online para um "império de entretenimento na Internet, telefones celulares e TVs", segundo o China Daily. A Shanda vendeu quatro milhões de ações da Sina Corp por 129 milhões de dólares em fevereiro de 2007. Em junho de 2007, a Shanda Interactive assinou acordos de licenciamento e distribuição para expandir o World of Legend, o Magical Land e o Crazy Kart para o Vietnã, Hong Kong e Macau. Em novembro de 2007, a Shanda Interactive comprou uma participação de 30% na NCsoft China, dando à Shanda o direito de distribuir o popular jogo Aion na China.

### 2008-2009: Literatura Shanda
A Shanda Games Limited tornou-se uma unidade de negócios da Shanda Interactive no início de 2008, e a Shanda Interactive continuou a diversificar. Em 2008, a Shanda Interactive estabeleceu a Shanda Literature Limited como uma unidade de negócios com o ex-editor executivo da Sina, Xiaoqiang Hou, como CEO. A Shanda Literature começou a oferecer literatura e outras publicações por meio de sites, publicações off-line e telefones. A unidade adquiriu a Qidian, a Hongxiu e a jjwxc.com, três dos maiores portais literários da China, bem como editoras como tingbook.com, Huawentianxia e Zhongzhibowen. A Qidian foi a maior plataforma chinesa de literatura on-line em 2008, com 20 milhões de contas registradas. Em 2009, a Shanda Literature gerou polêmica por promover os escritores populares Guo Jingming e vivibear, ambos acusados de plágio. Em 2010, a Shanda Literature processou o mecanismo de busca Baidu.com por fornecer links para versões piratas do material protegido por direitos autorais da Shanda Literature. Concordando que a Baidu não removeu os links imediatamente após a notificação, um tribunal de Xangai decidiu em favor de Shanda em maio de 2011.

### 2009-2013: Spinoffs e privatização
Em 2008, a Shanda Interactive pagou oitenta milhões de dólares para adquirir a Mochi Media, uma distribuidora de jogos on-line nos Estados Unidos. Shanda era o "maior provedor de entretenimento online na China" no início de 2009. Naquele mês de abril, a empresa informou que seu MMORP Aion havia adquirido um milhão de usuários pagantes dentro de quatro dias de seu lançamento. Em 2009, a empresa desmembrou a Shanda Games no maior IPO dos Estados Unidos naquele ano, levantando 1,04 bilhões de dólares. Na época, a Shanda Games forneceu 77% da receita da Shanda Interactive, embora a empresa também continuasse ativa em literatura on-line, vídeo e outras formas de entretenimento. A Shanda Literature controlava 90% do mercado de leitura on-line na China no início de 2010. Naquele ano, a Shanda Interactive registrou receitas operacionais de 232,3 milhões de dólares, 2% a mais do que no ano anterior.
No outono de 2011, a Shanda Interactive ofereceu MMORPGs, jogos casuais, filmes, música e literatura sobre uma "plataforma de serviços integrados". Com a maioria de seus públicos na China, a empresa tinha subsidiárias e afiliadas como a Ku6 Media. A Shanda Literature foi renomeada como Cloudary em 2011, e em outubro a unidade entrou com pedido de abertura de capital nos Estados Unidos com um IPO de cerca de duzentos milhões de dólares. Em março de 2012, a Cloudary era a maior plataforma de publicação on-line da China, com 1,6 milhões de autores e 6 milhões de títulos. Três anos depois, a Cloudary foi incorporada à Tencent Holdings.
Os acionistas da Shanda Interactive Entertainment votaram "esmagadoramente" em fevereiro de 2012 para aceitar uma compra dos três fundadores da empresa. Pagando 740 milhões de dólares por cerca de 25% das ações, Chrissy Luo, Tianqiao Chen e Danian Chen tomaram a Shanda Interactive como privada em um acordo que valorizou a empresa em 2,3 bilhões de dólares. Segundo o New York Times, foi "um dos maiores acordos desse tipo envolvendo uma empresa chinesa".

### 2014-2018: Firma de investimento do Grupo Shanda
Na época em que Tianqiao Chen vendeu sua participação na Shanda Games em 2014, o Shanda Group tornou-se uma empresa de investimentos focada na internet e nas finanças. Depois de expandir Shanda com uma série de aquisições rápidas, até 2015, Shanda investiu em 140 empresas. Em 2016, o Shanda Group adquiriu participações no Lending Club, Legg Mason e Sotheby's . Depois de adquirir uma participação de 9,9% na Legg Mason de Baltimore em abril, Shanda Group aumentou sua participação no Lending Club para 15,1% em junho, tornando-se o maior investidor individual da empresa. O Shanda Group vendeu sua participação de 2% na Sotheby's em agosto de 2016. Em dezembro de 2016, também comprou uma participação de 13,8% na Community Health Systems. Naquele mês, o Shanda Group aumentou sua participação na Legg Mason para 15%, permanecendo o maior acionista. O Shanda Group também ganhou dois assentos no conselho da Legg Mason em 2017 e aconselhou a customização de produtos de investimento da Legg Mason para clientes na China. No início de 2017, o Shanda Group tinha oito bilhões de dólares em ativos líquidos sob gestão.
Até 2018, o Shanda Group investiu em mercados públicos, imóveis e capital de risco, com foco em empresas nas áreas de saúde, serviços financeiros, mídia e tecnologia. Shanda permaneceu como o maior acionista do Lending Club e Community Health Systems, mantendo uma participação minoritária na Legg Mason. Em 2018, o braço de capital de risco do Shanda Group investiu em cerca de 120 empresas na China com foco em internet e software móvel, e também investiu em cerca de 30 "empresas de tecnologia avançada" na Islândia, Indonésia, Rússia, Reino Unido, Israel, e os Estados Unidos. Com imóveis na China e nos Estados Unidos, é um dos maiores proprietários de madeiras na América do Norte, Em 2018 a empresa abriu a Shanda World, um grande empreendimento em Xangai com espaço para escritórios e varejo com cerca de setecentos mil metros. Também em 2018, o Shanda Group começou a focar em neurociência e empresas relacionadas ao cérebro, e já investiu em cerca de "100 empreendimentos de tecnologia avançada que integram tecnologia de realidade virtual e neurociência".

## Localizações
A partir de 2018, o Shanda Group possui escritórios em Xangai, Hong Kong, Cingapura, Nova Iorque e Menlo Park.